# Erkki Raappana
Generál Erkki Johannes Raappana (2. června 1893 Oulujoki – 14. září 1962 Joensuu) byl finský generál považovaný za jednoho z nejlepších finských polních velitelů druhé světové války a specialistu na boj v lesním a nepřehledném terénu. Jím vedená bojová skupina Raappana zastavila na konci pokračovací války sovětskou ofenzívu vedenou severně od Ladožského jezera v bitvě u Ilomantsi (26. červenec-13. srpen 1944). V bitvě byly obklíčeny a rozprášeny 2 elitní divize Rudé armády, což ukončilo poslední velký útok Sovětského svazu proti Finsku. Za své vynikající úspěchy a mistrovské velení v boji byl vyznamenán nejvyšším finským vojenským vyznamenáním, Mannerheimovým křížem.